# آسیاب کرفه ۴
بقایای آسیاب کرفه ۴ مربوط به دوره صفوی است و در شهرستان پل‌دختر، بخش مرکزی، دهستان ملاوی، ۳ کیلومتری غرب روستای پران پرویز واقع شده و این اثر در تاریخ ۲۲ آبان ۱۳۸۶ با شمارهٔ ثبت ۲۰۱۲۸ به‌عنوان یکی از آثار ملی ایران به ثبت رسیده است.